# Marion megye (Iowa)
Marion megye az Amerikai Egyesült Államokban, azon belül Iowa államban található. Lakosainak száma 33 414 fő (2020. április 1.). Marion megye Jasper, Lucas, Mahaska, Monroe, Warren és Polk megyékkel határos.

## Népesség
A megye népessége az elmúlt években az alábbi módon változott:
| Lakosok száma | 33 244 | 33 302 | 33 322 | 33 252 | 33 294 | 33 414 |
|               | 2010   | 2011   | 2012   | 2013   | 2015   | 2020   |